# Der Göttergatte (Operette)
Der Göttergatte ist eine Operette (Opera buffa) in zwei Bildern vom Komponisten Franz Lehár; für das Libretto zeichneten Victor Léon und Leo Stein verantwortlich. Die Weltpremiere dieses Werks fand am 20. Januar 1904 am Carltheater in Wien statt.
Lehár hat das Werk zweimal überarbeitet, zunächst als Die ideale Gattin (1913) und dann noch einmal als Die Tangokönigin (1921). Das Libretto für beide Umbearbeitungen, die nicht in der griechischen Antike spielen, schrieben Julius Brammer und Alfred Grünwald
Diese Operette travestiert Kleists Amphitryon und ist musikalisch ganz im Stil von Jacques Offenbach gehalten.

## Handlung
Vorspiel – Auf dem Olymp
Mäandros, ein Theaterdirektor – auf der Suche nach einem gewinnversprechenden Theaterstück – besucht die Muse Thalia auf dem Olymp. Durch Thalia bekommt Mäandros sofort eine Audienz bei Jupiter und gewinnt ihn für eine neue Theater-Sensation, die Operette. Der Göttervater ist begeistert und verspricht in kürzester Zeit ein passendes Libretto zu liefern.
Heimlich begibt sich nun Jupiter zusammen mit Mercurius auf die Erde, um ein Abenteuer zu erleben. Dieses soll dann mittels Operette den Menschen mitgeteilt werden. Juno, die Gemahlin Jupiters, folgt diesem heimlich, da sie weiß, dass er ein Faible für gewisse Abenteuer hat.
Jupiter schickt Merkur in Gestalt des Dieners Sosias ins Königreich Theben. Dort wartet Alkmene, die hübsche Ehefrau, auf ihren Gatten Amphitryon, den König von Theben. Dieser führt gerade in Mazedonien Krieg. Als Merkur als Sosias die Rückkehr des Amphitryon meldet, ahnt Juno die Absichten und nimmt ihrerseits die Gestalt Alkmenes an. Auf diese Weise will sie ihren Gemahl des Ehebruchs überführen.
1. Akt – Palast des Amphitryon 
Inzwischen sendet der richtige Amphitryon seinen richtigen Diener Sosias nach Hause, um seine Rückkehr für den nächsten Tag anzukündigen. Es entsteht große Verwirrung im Palast, als kurz nacheinander der echte und der falsche Sosias eintreffen. Die Situation entspannt sich erst, als Juno die richtige Alkmene aus dem Palast fortschicken kann.
Als nun Jupiter (als Amphitryon) erscheint, wird er von Juno (als Alkmene) in die ehelichen Gemächer geführt. Danach bricht Jupiter sofort wieder auf und verlässt den Palast. Fast gleichzeitig erscheint der richtige Amphitryon, den Juno wiederum für Jupiter hält, der zurückgekommen ist. Dadurch erfährt der richtige Amphitryon von der angeblichen Untreue Alkmenes.
2. Akt – Park hinter dem Palast
Als später Jupiter als Amphitryon wirklich nochmals erscheint, klären sich alle Verwicklungen vollständig auf. Amphitryon freut sich an der Tugendhaftigkeit seiner Ehefrau und Juno konnte ihre Ränke vor Jupiter geheim halten. Jupiter verspricht in Zukunft, gewissen Abenteuern abzuschwören.

## Aufnahmen
Erhalten ist die historische Aufnahme einer Funkeinrichtung von Lothar Riedinger für den Wiener Rundfunk vom 15. März 1945 unter der musikalischen Leitung von Max Schönherr. Es singen Liesl Andergast (Juno), Franz Borsos (Jupiter), Anton Dermota (Amphitryon), Henny Herze (Alkmene), Fred Liewehr (Sosias) und Lizzi Holzschuh (Charis). Das Label CPO hat diese Aufnahme aus den Beständen des Deutschen Rundfunkarchivs im Jahre 2012 veröffentlicht.

## Musiknummern
Der oben erwähnten historischen Aufnahme bzw. dem Booklet der unter dem Label CPO erschienenen CD ist folgende Auflistung der musikalischen Nummern dieser Operette entnommen, die auch der Partitur entsprechen sollten:
Ouvertüre
Nr. 1 Introduktion: Wir armen, armen Musen
Nr. 2 Duett: Bonjour Mon Ami
Nr. 3 Duettino: Ich harre dein
Nr. 4 Finale I: Alle sind informiert
Nr. 5a. Melodram
Nr. 6 Entree und Serenade: Heute Nacht ist es besonders finster
Nr. 6a Entree: Heute Nacht wird etwas vor sich gehen
Nr. 7 Jupiters Ankunft und Duett: Wer kündet Amphitryon an
Nr. 8 Terzett: Du hast mich doch betrogen
Nr. 10: Cupido-Lied: Man hält mich für den größten aller Götter
Nr. 12 Lied: Wachst Du Liebchen
Nr. 13 Finale II: Alkmene, Geliebte
Nr. 14 Zwischenmusik
Nr. 15 Jeder Mann glaubt seiner Frau
Nr. 16 Terzett: Wer ein Trinklied singt
Nr. 16a: Jupiter Marsch: Nun zum letzten Mal zu ihr
Nr. 18 Schlussgesang: Cupido du loser Spötter

## Weblink
- Klavierauszug aus der Idealen Gattin einer Neufassung des Göttergatten